# Кривець Катерина Юріївна
Катерина Юріївна Кривець (14 листопада 1984, Харків, Українська РСР, СРСР) — українська і російська волейболістка, центральна блокуюча. Гравець національної збірної України.

## Із біографії
Народилась у спортивній родині. Батько Юрій Іванович Кривець виступав за харківський «Локомотив», майстер спорту СРСР. Старший на рік брат Олександр — майстер спорту України, грав за українські і російські клуби. Вихованка Харківського обласного вищого училища фізичної культури і спорту. Грала за юнацьку збірну України. Майстер спорту України.
Виступала за клуби «Харків'янка» (Харків), «Круг» (Черкаси), «Галичанка» (Тернопіль), «Університет-Технолог» (Бєлгород), «Деспар» (Перуджа), «Динамо» (Москва), «Динамо» (Краснодар) і ПСЛ (Філіппіни). Кольори національної збірної України захищала з 2004 по 2008 рік. Під час виступів у російському чемпіонаті стала громадянкою цієї країни.

## Клуби
| Роки      | Команди                           |
| --------- | --------------------------------- |
| 2003—2005 | «Хімволокно» (Черкаси)            |
| 2005—2006 | «Галичанка» (Тернопіль)           |
| 2006—2010 | «Університет-Технолог» (Бєлгород) |
| 2010—2011 | «Перуджа»                         |
| 2011—2014 | «Динамо» (Москва)                 |
| 2014—2016 | «Динамо» (Краснодар)              |
| 2016      | ПСЛ (Маніла)                      |